# 야마오카정
야마오카정(일본어: 山岡町)은 일본 기후현 에나군에 설치되었던 정이다. 2004년 10월 25일에 주변 시정촌과의 합병에 의해 에나시가 되어 자치체명으로서는 소멸.동시에 에나시의 정명으로서 야마오카초가 설정되었다.

## 역사
- 1897년 4월 1일 - 3개 촌이 합병해 도야마촌이 되었다.
- 1897년 4월 1일 - 4개 촌이 합병해 야마오카촌이 되었다.
- 1955년 3월 1일 - 도야마촌과 야마오카촌이 합병해 야마오카정이 성립하였다
- 2004년 10월 25일 - 에나시, 에나군 이와무라정, 야마오카촌, 아케치정, 구시하라촌, 가미야하기정의 1시 4정 1촌이 합병해 에나시가 되었다.

## 교통

### 철도
- 아케치 철도 아케치 선

### 도로
- 주오 자동차도
- 국도 제363호선
- 국도 제418호선

## 참고 문헌
- 角川日本地名大辞典編纂委員会,『角川日本地名大辞典 21 岐阜県』1980, 角川書店